# Eficiencia reproductiva
Eficiencia reproductiva, en demografía, sociología y geografía humana, es la relación entre longevidad (los años vividos) y la fecundidad (número de hijos por mujer). El concepto de eficiencia reproductiva es central en la teoría de la revolución reproductiva propuesta por MacInnes y Pérez Díaz para comprender la naturaleza del cambio demográfico que conduce a las sociedades modernas.
Una alta eficiencia reproductiva implica una alta longevidad de los individuos asociada a una baja natalidad y supone una transformación radical de la eficiencia con la que los seres humanos han conseguido históricamente reemplazarse con nuevos seres humanos antes de morir.
El término eficiencia reproductiva se usa también en biología de la reproducción -para referirse a las condiciones más idóneas de los gametos para la fecundación- y en veterinaria.

## La eficiencia reproductiva humana a lo largo de la historia
Aunque el potencial reproductivo humano es elevado (un promedio de 12 hijos por mujer), a lo largo de la historia humana la eficiencia reproductiva ha sido muy escasa, la mayoría de los nacidos morían antes de alcanzar edades adultas. Esa altísima mortalidad obligaba a usar ese potencial reproductivo para mantener la población.
La reproducción humana no solo depende de la fecundidad, también de la muerte y cuando se produce, es decir de los años vividos. La reproducción humana contiene estos dos componentes analíticamente separados, los nacimientos y las muertes.

### Revolución reproductiva
Cuando la supervivencia de un altísimo porcentaje de los nacidos es alta y se alcanza una gran longevidad dejan de ser necesario muchos nacimientos para mantener la reproducción demográfica -la población sostenida a lo largo del tiempo por las generaciones- alcanzándose por primera vez en la historia humana una alta eficiencia reproductiva lo que supone una auténtica revolución reproductiva. Es necesario destacar que la supervivencia masiva de las generaciones hasta el final de su vida fecunda supone un logro históricamente irrepetible.

## Concepto de eficiencia reproductiva
Para la teoría de la revolución reproductiva la fecundidad por sí sola no es un indicador fiel de la capacidad reproductiva de una población como lo era en el modelo de la transición demográfica. Así, frente a la valoración negativa del descenso de la fecundidad, la revolución reproductiva señala un cambio de orden más general, la eficiencia reproductiva, que no es otra cosa que la transformación radical de la eficiencia con que los seres humanos consiguen reemplazarse con nuevos seres humanos antes de morir.
Así, cuando los individuos son longevos, el verdadero nivel de reemplazo de la población, según predice la revolución reproductiva, puede estar por debajo del nivel de reemplazo de 2,1 hijos por mujer. Esa tasa de reproducción establecida en 2,1 hijos por mujer ha sido establecida por la metodología demográfica tradicional basada en estudios transversales que tienen una imagen fija de la población ajena a la relación intergeneracional de las poblaciones. Una metología basada en estudios longitudinales permite apreciar la conjunción de longevidad (tasa de años vividos) y natalidad observándose una baja natalidad junto a un aumento de la longevidad y un sostenimiento e incluso aumento de la población total.

### Origen del concepto deEficiencia reproductivaen demografía

#### Escuela francesa e índice de reproducción de los años vividos
MacInnes y Pérez Díaz señalan que el origen está en la delimitación correcta de la cuantificación como síntesis de fecundidad y mortalidad (alejada de la identificación de fecundidad y reproducción) que se inicia con el estudio de la reproducción demográfica por la escuela francesa de demografía y la introducción por el historiador Louis Henry (1911-1991), creador de la demografía histórica quien en 1965 publicó por primera vez el índice o tasa de reproducción de los años vividos -que compara el número de años vividos por la generación de las madres con el número de años vividos por la generación de las hijas- fundamental en la propuesta teórica de la revolución reproductiva.

#### Primer uso del término: Luis Garrido Medina
Es Luis Garrido Medina quien en 1996 publica el trabajo La revolución reproductiva como capítulo de un libro, donde no solamente aparece por primera vez utilizado el término 'revolución reproductiva' sino que se encuentran ideas fundamentales de la propuesta de MacInnes y Pérez Díaz.  Otro autor, Miguel Requena y Díez de Revenga, de la escuela de Garrido, en un artículo de 1997 Sobre el calendario reproductivo de las mujeres españolas, hará explícitas ideas acerca de la eficiencia reproductiva, uno de los conceptos claves de la teoría de la revolución reproductiva.

#### Efficient recruitment of lifede Frank W. Notestein
En el artículo de 1953 Economic Problem of Population Change de Frank W. Notestein, fundador de la oficina de Office of Population Research de la Universidad de Princeton y posteriormente presidente de Population Council, aparece la expresión efficient recruitment of life, para referirse a la transición que había llevado a unas bajas tasas de mortalidad y natalidad.